# Polimiosite
Polimiosite (do grego poli- muitos; myos- músculos; -itis inflamação) é uma doença autoimune,  inflamatória e degenerativa que afeta os músculos causando dor, fraqueza e cansaço gradualmente mais debilitantes. Geralmente ocorrem em adultos de 40 a 60 anos ou em crianças de 5 a 15 anos. É duas vezes mais comum em mulheres.
Juntamente com a dermatomiosite, a miosite necrotizante e a miopatia por corpos de inclusão faz parte do grupo de doenças  denominadas de miopatias inflamatórias. Essas doenças podem aparecer juntas como um transtorno misto.

## Causas
Aparenta ser uma reação autoimune mediada por linfócitos T citotóxicos, que pode ser desencadeada por um vírus ou um câncer, mas não está claro quais são os autoanticorpos responsáveis, alguns pacientes tem o autoanticorpo Anti-Jo1. Pode ter predisposição genética. Quando surge associado a uma neoplasia é considerado uma síndrome paraneoplásica. Pode ser desencadeado por um câncer nasofaríngeo, câncer de pulmão de células pequenas, linfoma não-Hodgkin ou câncer de bexiga.

## Sinais e sintomas
Os sintomas podem começar durante ou logo após uma infecção e incluem:
- Fraqueza (miastenia) muscular simétrica e progressiva, principalmente proximais (braços, tronco, quadris e coxas). Há dificuldade para levantar, subir escadas, carregar objetos e manter a postura ereta com movimentos distais (mãos, face e pés) melhor conservados.
- Dor leve nas articulações (artralgia);
- Pouca tolerância a esforço físico (fatigabilidade).
- Febre e gânglios inflamados (adenopatia periférica).

Após meses de evolução aparecem:
- Insuficiência cardíaca (em 75% dos casos);
- Doença pulmonar intersticial (em 65%);
- Dificuldade em deglutição (Disfagia em 30%);
- Articulações inflamadas (Artrite em 30%);
- Arritmia;
- Pneumonia por aspiração;
- Perda de peso;
- Hemorragias gastrointestinais (mais comuns em crianças);
- Fenômeno de Raynaud (dedos de repente se tornam muito pálidos e formigam em resposta ao frio ou estresse emocional)

### Comorbidades
Assim como outras doenças do tecido conjuntivo autoimunes frequentemente se associa com como lúpus, artrite reumatoide, esclerodermia e síndrome de Sjogren.

## Diagnóstico
O diagnóstico é de exclusão, depois de uma história e exame físico, quando se identifica elevação da creatinaquinase, alteração do eletromiograma (EMG) e uma biópsia muscular positiva.
A principal enzina indicadora da doença é o CPK (creatino fosfoquinase), também são importantes verificação da Aldolase, TGP e TGO constantemente.

## Tratamento
O tratamento de primeira linha para polimiosite são corticosteroides, como prednisona por via oral. A dose começa alta e é reduzida após 6 semanas e mantida baixa por 1 ano da remissão dos sintomas, quando pode ser retirada. Fisioterapia, Fonoaudiologia e terapia ocupacional complementam o tratamento e melhoram a qualidade de vida. Quando não responde ao tratamento corticoide deve-se suspeitar de miosite por corpos de inclusão.

## Prognóstico
Depois de 5 anos do diagnóstico, até 50% das pessoas (especialmente crianças) que receberam tratamento imunossupressor têm uma longa remissão, aparentando estar curados. No entanto, a polimiosite pode retornar a qualquer momento. Cerca de 75% das pessoas sobrevivem pelo menos 5 anos após o diagnóstico, sendo melhor a sobrevivência entre crianças.